# 戴光啓
戴光啓（1539年—1613年），字仲升，號沖涵，山西太原府祁縣人，軍籍，明朝政治人物。同進士出身。

## 生平
嘉靖四十三年（1564年）甲子科山西鄉試第十九名舉人，隆慶五年（1571年）中式辛未科會試第二百四十九名，三甲第一百二十三名進士。兵部观政，授陕西巩昌府会宁县知县，萬曆三年（1575年）七月升工科给事中，巡视厂库，五年三月升礼科右给事中，闰八月升刑科左给事中，七年二月巡视陕西三边军务，五月升兵科都给事中，八年给假回籍。十一年正月復除刑科都给事中，十二年三月升河南布政使司左参政，分巡河北，十五年升陕西按察使，管宁夏粮道，十七年八月升河南右布政使，十八年十一月被御史郭实论劾科场徇私，致仕。四十一年卒。

## 家族
曾祖戴祿，壽官；祖父戴公禮，巡檢；父戴賓，通判。母許氏；繼母許氏。重慶下。兄戴光政、戴光教，弟戴光肇。